# NGC 946
NGC 946 é uma galáxia lenticular (S0) localizada na direcção da constelação de Andromeda. Possui uma declinação de +42° 13' 59" e uma ascensão recta de 2 horas, 30 minutos e 38,4 segundos.
A galáxia NGC 946 foi descoberta em 12 de Dezembro de 1884 por Édouard Jean-Marie Stephan.